# Marius Kleinsorge
Marius Kleinsorge (* 30. Oktober 1995 in Goslar) ist ein deutscher Fußballspieler.

## Karriere
Kleinsorges Heimatverein ist die FG 16 Vienenburg/Wiedelah aus der Ortschaft Vienenburg östlich von Goslar. Anschließend wurde er in der Jugend von Eintracht Braunschweig ausgebildet und wechselte später zum Goslarer SC 08. In dessen erster Mannschaft debütierte er bereits mit 17 Jahren, am 2. August 2013 gegen den BV Cloppenburg. In der Regionalligasaison 2013/14 kam der offensive Mittelfeldspieler auf zehn Tore in 24 Spielen und weckte damit das Interesse höherklassiger Mannschaften.
Zur Saison 2014/15 wechselte Kleinsorge in die 3. Fußball-Liga zum SV Wehen Wiesbaden, wo er einen Zweijahresvertrag unterschrieb. Gleich in seinem ersten Drittligaspiel am 5. August 2014 gegen Borussia Dortmund II traf er zum siegbringenden 1:0 in der Nachspielzeit. In der 3. Liga gelang dem Offensivspieler in der Folgezeit allerdings nicht der erhoffte Durchbruch, sodass er beim SVWW vermehrt für die zweite Mannschaft in der Hessenliga auflief.
Im Sommer 2016 gab der Nord-Regionalligist SV Meppen die Verpflichtung Kleinsorges bekannt. Mit dem Verein wurde er 2017 Regionalligameister und stieg mit ihm über die Relegation in die 3. Liga auf. In der Folge absolvierte der Niedersachse regelmäßig Einsätze im Mittelfeld sowie auf dem rechten Flügel, fiel aber auch vereinzelt aufgrund kleiner Muskelverletzungen aus. Im Sommer 2020 wechselte er nach Ablauf seines Vertrages zum 1. FC Kaiserslautern, bei dem er bis Juni 2023 unterschrieb. In seiner ersten Saison beim FCK kam er nur unregelmäßig zum Einsatz. Anhaltende Leistenprobleme machten eine Operation nötig, weswegen er in der Endphase der Saison ausfiel. Auch in der neuen Spielzeit kam Kleinsorge nur zu wenigen Einsätzen und so wurde er in der Winterpause zwecks Spielpraxis an Regionalligist Rot-Weiss Essen verliehen.
Im Sommer 2022 wechselte er zu seinem ehemaligen Verein SV Meppen, nach dem Abstieg aus der 3. Liga wechselte Kleinsorge zu Rot-Weiß Oberhausen in die Regionalliga West, in der er bereits für Rot-Weiss Essen auflief. Zum Ende der Saison 2023/24 wurde der Vertrag mit Rot-Weiß Oberhausen aufgelöst.

## Erfolge
- Südwestpokalsieger: 2020